# Chatto & Windus
Chatto & Windus è una casa editrice britannica che è stata fondata nel 1873 da Andrew Chatto (1841-1913) e W. E. Windus. Il primo dei due aveva infatti acquistato una casa editrice fondata nel 1855 da John Camden Hotten (1832-1873), per il quale aveva lavorato, poco prima che questi morisse.
Tra gli autori storici della casa editrice Mark Twain, William Schwenck Gilbert, Wilkie Collins, Richard Aldington, Frederick Rolfe, Christopher Isherwood, Aldous Huxley, Samuel Beckett, Sigmund Freud e Iris Murdoch, oltre al romanzo incompiuto Weir of Hermiston di Robert Louis Stevenson, e la prima traduzione inglese di À la recherche du temps perdu di Marcel Proust (pubblicata con il titolo Remembrance of Things Past, nel 1922).
Nel 1946 ha inglobato la casa editrice Hogarth Press, fondata nel 1917 da Leonard e Virginia Woolf.
Negli anni 1960 vi ha lavorato il poeta Cecil Day Lewis.
Nel 1969 si è unita con la Jonathan Cape (nata nel 1921), poi The Bodley Head e la Virago Press (la cui direttrice, Carmen Callil, è stata direttore editoriale della Chatto & Windus dal 1982 al 1994). Dal 1987 appartiene alla Random House che nel 1997 l'ha unita alla Sinclair Stevenson.
Tra i suoi autori di spicco del nuovo secolo A. S. Byatt, Anita Desai, David Malouf, Javier Marías, Toni Morrison, Alice Munro, Irène Némirovsky (la sua riscoperta), Amos Oz, Jonathan Littell ecc.
Tra i libri non di fiction, la serie di libri di cucina di Nigella Lawson.